# انتحار فاطمة لطيف
فاطمة لطيف ( (بالماليالامية: ഫാത്തിമ ലത്തീഫ്)‏ ؛ (بالتاميلية: பாத்திமா லத்தீப்)‏ ؛ 4 يونيو 2001-9 نوفمبر 2019) كانت مراهقة هندية وطالبة في السنة الأولى في الدراسات العليا في المعهد الهندي للتكنولوجيا مدراس التي انتحرت في غرفة نزلها في 9 نوفمبر 2019. وادعت أسرتها وآخرون أنها أنهت حياتها لأنها تعرضت للتمييز على أساس دينها. لقد عينت ثلاثة أساتذة لوفاتها. ولا يزال تحقيق مكتب التحقيقات المركزي بشأن القضية جاريا.

## خلفية
نشأت من محلية راندامكوتي  في حي كيليكلور في كولام ، ولاية كيرالا ، وقد نشأت في الرياض بالمملكة العربية السعودية مع أختها التوأم عائشة لطيف  قبل والدها رجل الأعمال عبد اللطيف وأمها ساجيثا  وتعلمت في مدارس يارا العالمية  حتى المستوى التاسع. عند عودتها إلى الهند في عام 2015 ،  التحقت بمدرسة أكسفورد في أومايانالور لمدة عام حتى العاشر ثم تابعت تعليمها العالي في مدرسة مناهج تابعة للدولة. التحقت كطالبة في السنة الأولى من برنامج العلوم الإنسانية (برنامج ماجستير متكامل لمدة خمس سنوات) في مدراس المعهد الهندي للتكنولوجيا (IIT) ووصفت على نطاق واسع بأنها طالبة ذكية وكفؤة أكاديميا. تم قبولها في جامعة Banaras Hindu في فاراناسي بعد فوزها في امتحان القبول في العلوم الإنسانية. من ناحية أخرى، كانت والدتها مترددة في إرسالها إلى فاراناسي لأن الصحف كانت مليئة بالقصص عن عمليات الإعدام خارج نطاق القانون في الولايات الشمالية . كانت هي التي أقنعت ابنتها بقبول عرض IIT Madras. لكن في غضون أربعة أشهر فقط، تحول الحلم إلى كابوس. في 23 يوليو 2019 بدأت فاطمة دراستها في المعهد. أفاد والداها أنها شعرت بجو حرم معهد IIT القمعي.

## انتحار
تم اكتشاف الطالبة البالغة من العمر 19 عاما معلقة من سقف غرفتها في بيت الشباب في 9 نوفمبر/تشرين الثاني. ووفقا للسلطات، ربما تكون قد حاولت الانتحار في الليلة السابقة. حوالي الساعة 11 .m في 9 نوفمبر/تشرين الثاني، أخطرت إدارة IIT عائلتها بوفاتها. ونقلت الجثة إلى مستشفى رويابيتا الحكومي لإجراء تشريح للجثة ووجهت تهمة الوفاة غير الطبيعية إلى شرطة مدينة تشيناي (كوتوربورام).
عثر مأمور بيت الشباب على وفاة فاطمة حوالي ظهر يوم 9 نوفمبر/تشرين الثاني 2019، وكسر أحد أفراد الأمن بابها. طبقا للطلاب، تلقى زملاء فاطمة في بيت الشباب مكالمة هاتفية من عائلتها حوالي الساعة 11:30 صباحا.m، تفيد بأنه لم يكن من الممكن الوصول إليها على هاتفها منذ الصباح. وذكر الطلبة ان رئيس الحراس ورئيس قسم العلوم الإنسانية ساعدا مدير السجن في تفريق الطلاب الذين تجمعوا في النزل . وفي غياب الشرطة أو أي شهود، ادعى الطلاب في مكان الحادث أن الموظفين حققوا في غرفة فاطمة، التي أصبحت مسرحا للجريمة في ذلك الوقت.

## التمييز الطائفي
قبل يومين من وفاتها، أخبرت والدها عبد اللثيف، الذي كان يعمل في المملكة العربية السعودية، من خلال محادثة عبر الفيديو أن اسمها كشف عن أصلها الإسلامي، الذي كانت والدتها قلقة بشأنه. ادعى والدها فور وفاة ابنته أن لديه أدلة تثبت أن فاطمة تتعرض للمضايقة من قبل بعض الأساتذة في قسم العلوم الإنسانية والاجتماعية. رفضت أن تعتقد أن انتحارها كان بسبب الضغط الأكاديمي، لكنها قالت بدلا من ذلك إن ابنته، وهي من كبار الامتحانات في جميع امتحانات القبول في الهند وفي الصف، لا يمكنها الانتحار بسبب الضغط الأكاديمي.